# 近江八幡郵便局
近江八幡郵便局（おうみはちまんゆうびんきょく）は、滋賀県近江八幡市にある郵便局。民営化前の分類では集配普通郵便局であった。

## 概要
住所：〒523-8799 滋賀県近江八幡市中村町27

## 沿革
- 1872年3月9日（明治5年2月1日） - 八幡郵便取扱所として開設[1]。
- 1873年（明治6年）5月 - 八幡郵便役所となる。
- 1875年（明治8年）1月1日 - 八幡郵便局（四等）となる。翌日より為替取扱を開始。
- 1878年（明治11年）9月25日 - 貯金取扱を開始。
- 1891年（明治24年）5月16日 - 八幡郵便電信局となる。
- 1903年（明治36年）4月1日 - 通信官署官制の施行に伴い八幡郵便局となる。
- 1949年（昭和24年）3月1日 - 特定郵便局から普通郵便局に局種別改定[2]。
- 1949年（昭和24年）4月1日 - 近江八幡郵便局に改称。
- 1952年（昭和27年） - 近江八幡駅との間の郵便物受渡が専用自動車化。専用自動車郵便線路「近江八幡局駅線」が開設される[3]。
- 1956年（昭和31年）3月1日 - 江頭郵便局[4]から集配業務を移管。
- 1961年（昭和36年）4月10日 - 近江八幡市仲屋町から同市宇津呂町に移転。
- 1968年（昭和43年）10月27日 - 馬渕郵便局[5]、武佐郵便局から集配業務を移管。
- 1981年（昭和56年）8月31日 - 近江八幡市宇津呂町から同市中村町に移転。
- 1986年（昭和61年）9月30日 - 東海道本線を経由する鉄道郵便輸送（東京門司線）が廃止[6]。
- 1991年（平成3年）10月1日 - 外国通貨の両替および旅行小切手の売買に関する業務取扱を開始。
- 2007年（平成19年）3月12日 - 竜王郵便局（〒520-2599→〒520-2562）、安土郵便局（〒521-1399→〒521-1311）から集配業務を移管[7]。
- 2007年（平成19年）10月1日 - 民営化に伴い、併設された郵便事業近江八幡支店に一部業務を移管。
- 2012年（平成24年）10月1日 - 日本郵便株式会社発足に伴い、郵便事業近江八幡支店を近江八幡郵便局に統合。

## 取扱内容
- 郵便、印紙、ゆうパック、内容証明
- 貯金、為替、振替、振込、国際送金、外貨両替・トラベラーズチェック、国債、投資信託
- 生命保険、バイク自賠責保険、自動車保険
- ゆうちょ銀行ATM
- 「520-25xx」「521-13xx」「523-00xx」「523-08xx」区域（近江八幡市内、蒲生郡竜王町内、各全域）の集配業務
- ゆうゆう窓口

## 周辺
- 近江八幡市役所
- 近江八幡警察署
- 近江八幡市文化会館
- アル・プラザ近江八幡

## アクセス
- JR東海道本線（琵琶湖線）および近江鉄道八日市線（万葉あかね線） - 近江八幡駅から徒歩約14分
- 近江鉄道バス - 官庁街通り停留所下車すぐ
- 名神高速道路 - 竜王ICから北へ約10km、蒲生SICから北西へ約9km、八日市ICから西へ約13km
- 駐車場あり：25台